# John Koch

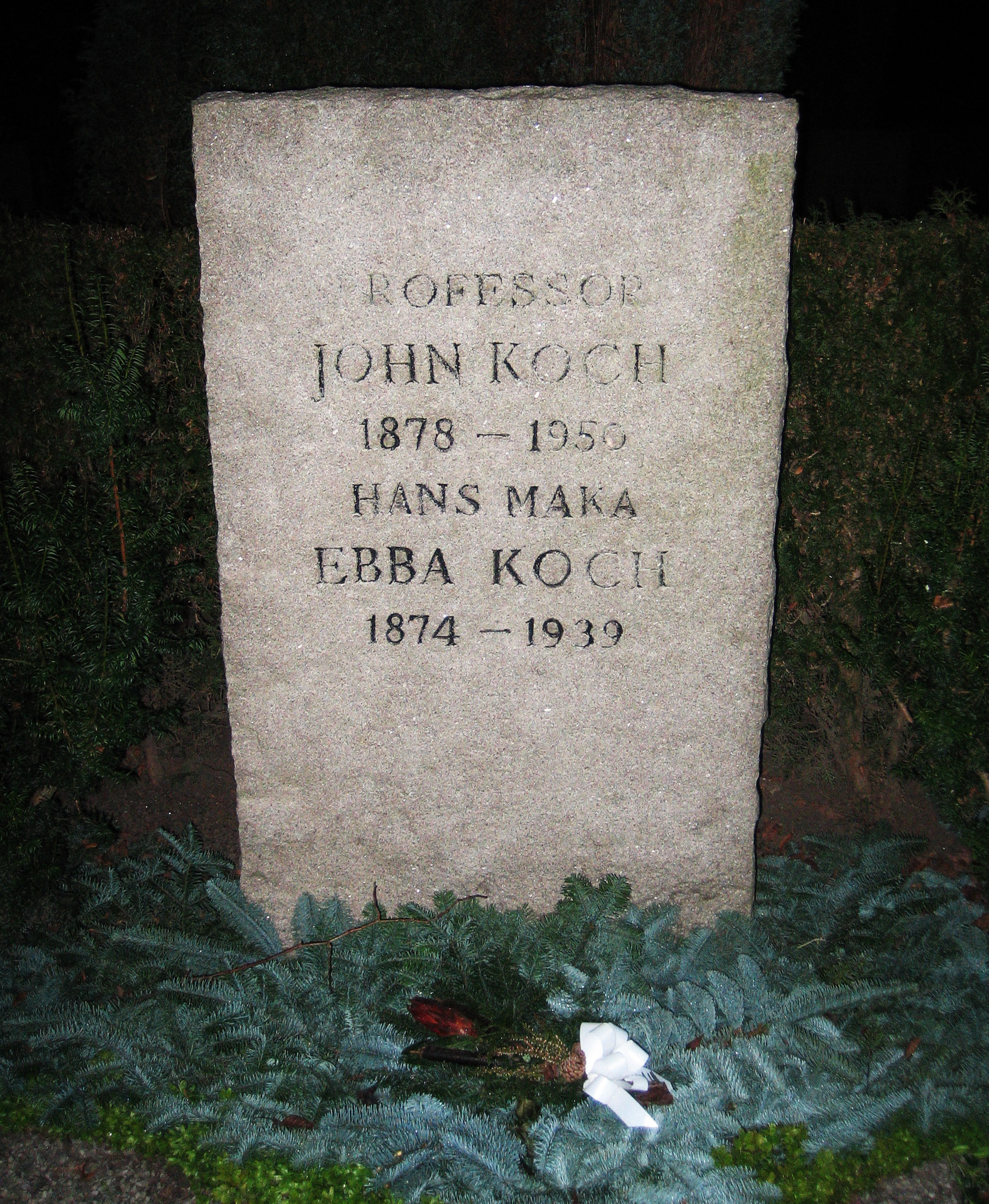
John Kochs grav på Norra kyrkogården i Lund.

Agathon John Hjalmar Koch, född 28 oktober 1878 i Stockholm, död 21 april 1950 i Lund, var en svensk fysiker.
Koch blev filosofie doktor i Uppsala 1904 med avhandlingen Den elektriska gnistan. En undersökning av de fysikaliska villkoren för dess slocknande. Han blev samma år docent vid Uppsala universitet, 1911 laborator där, 1914 professor vid Chalmers i Göteborg och 1924 professor i Lund. Koch utförde noggranna bestämningar av våglängden för reststrålarna från gips samt omfattande precisionsmätningar av dispersionen hos gaser inom infraröda, synliga och framför allt ultravioletta spektralområdet. Koch var den förste, som upptäckte de spektrallinjer, så kallade kombinationslinjer, som endast framkommer då de ljusemitterande atomerna inbringas i starka elektriska fält.
Koch var gift med Ebba Koch (1874–1939), född Segerström, och paret fick tre söner: Fredrik, docent i kirurgi, Hjalmar, öronprofessor i Lund, John, tandläkare, samt två döttrar som båda blev sjukgymnaster. Koch ligger begravd på Norra kyrkogården i Lund.